# Колодянська сільська рада
Колодянська сільська рада (Колоденська сільська рада) — колишня адміністративно-територіальна одиниця та орган місцевого самоврядування у Новоград-Волинському районі та Новоград-Волинській міській раді Волинської округи, Київської й Житомирської областей Української РСР та України з адміністративним центром у с. Колодянка.

## Населені пункти
Сільській раді підпорядковані населені пункти:
- с. Колодянка
- с. Кожушки

## Населення
Кількість населення ради, станом на 1923 рік, становила 1 032 особи, кількість дворів — 213.
Відповідно до результатів перепису населення СРСР, кількість населення ради, станом на 12 січня 1989 року, становила 1 169 осіб.
Станом на 5 грудня 2001 року, відповідно до перепису населення України, кількість мешканців сільської ради становила 1 119 осіб.

## Склад ради
Рада складається з 16 депутатів та голови.

## Керівний склад сільської ради
| ПІБ                       | Основні відомості                                                         | Дата обрання | Дата звільнення |
| ------------------------- | ------------------------------------------------------------------------- | ------------ | --------------- |
| Опанасюк Роман Васильович | Сільський голова, 1959 року народження, освіта, член народної партії      | 26.03.2006   | 31.10.2010      |
| Опанасюк Роман Васильович | Сільський голова, 1959 року народження, освіта вища, член народної партії | 31.10.2010   |                 |

Примітка: таблиця складена за даними джерела

## Історія
Створена 1923 року в складі сіл Кожушки та Колодянка Смолдирівської волості Новоград-Волинського повіту Волинської губернії.
Станом на 1 вересня 1946 року сільська рада входила до складу Новоград-Волинської міської ради Житомирської області, на обліку в раді перебували села Кожушки та Колодянка.
5 березня 1959 року, відповідно до рішення Житомирського облвиконкому № 161 «Про ліквідацію та зміну адміністративно-територіального поділу окремих рад області», до складу ради приєднано с. Тернівка ліквідованої Тернівської сільської ради Новоград-Волинського району.
На 1 січня 1972 року сільська рада входила до складу Новоград-Волинського району Житомирської області, на обліку в раді перебували села Кожушки, Колодянка та Тернівка.
17 січня 1977 року, відповідно до рішення Житомирського ОВК № 24 «Про питання адміністративно-територіального поділу окремих районів області», с. Тернівка передане до складу Орепівської сільської ради Новоград-Волинського району.
Виключена з облікових даних 17 липня 2020 року. Територію та населені пункти ради, відповідно до розпорядження Кабінету Міністрів України № 711-р від 12 червня 2020 року «Про визначення адміністративних центрів та затвердження територій територіальних громад Житомирської області», включено до складу новоствореної Ярунської сільської територіальної громади Новоград-Волинського (згодом — Звягельський) району Житомирської області.
Входила до складу Новоград-Волинського району (7.03.1923 р., 4.06.1958 р.) та Новоград-Волинської міської ради (1.06.1935 р.).